# Internationaal kapitaalverkeer
Onder internationaal kapitaalverkeer wordt het wereldwijde internationale verkeer van geld verstaan. De grote groei van de wereldwijde kapitaalstromen in de afgelopen decennia is een van de karakteristieken van de globalisering.

## Oorzaken
De groei van het internationaal kapitaalverkeer is mogelijk gemaakt doordat steeds meer landen hun kapitaalbeperkingen opschortten. De opening van de kapitaalbalans is onderdeel van de ideologische verspreiding en opleggingen van de Washington Consensus economische doctrine en is ook het resultaat van beleidsverspreiding waar landen die met elkaar concurreren, het meest succesvolle beleid van elkaar kopiëren.

## Gevolgen
Als gevolg van de grote groei van het internationale kapitaalverkeer is de wereldwijde geldmarkt toegenomen in zowel liquiditeit als volatiliteit. Geld komt makkelijker daar waar het het hoogste rendement kan behalen maar kan ook de aanleiding zijn van financiële crises zoals de Aziatische financiële crisis.
Een ander gevolg van de grote groei van kapitaalverkeer is de groei in de invloed van spelers op de financiële markt ten opzichte van landen. Nu geld zoveel makkelijker van het ene land naar het andere is te sluizen moeten landen met elkaar concurreren om investeringen aan te trekken. Dit kan leiden tot steeds lagere belastingen voor investeerders.